# Cantone di Cazaubon
Il Cantone di Cazaubon era una divisione amministrativa dell'arrondissement di Condom.
A seguito della riforma approvata con decreto del 26 febbraio 2014, che ha avuto attuazione dopo le elezioni dipartimentali del 2015, è stato soppresso.

## Composizione
Comprendeva i comuni di:
- Ayzieu
- Campagne-d'Armagnac
- Castex-d'Armagnac
- Cazaubon
- Estang
- Lannemaignan
- Larée
- Lias-d'Armagnac
- Marguestau
- Mauléon-d'Armagnac
- Maupas
- Monclar
- Panjas
- Réans